# Midó (pintor)
Midó (en llatí Mydon, en grec antic Μύδον) fou un pintor grec nadiu de Soli a Cilícia.
Va tenir alguna consideració en el seu temps. Era deixeble de l'escultor grec Piròmac. El seu floriment es va produir a l'entorn de l'any 228 aC (que correspon a l'olimpíada 138). El menciona Plini el Vell a la seva Naturalis Historia. (Plinius, Nat. Hist. 35.11. s. 40.42).